# Plaques de matrícula d'Alaska

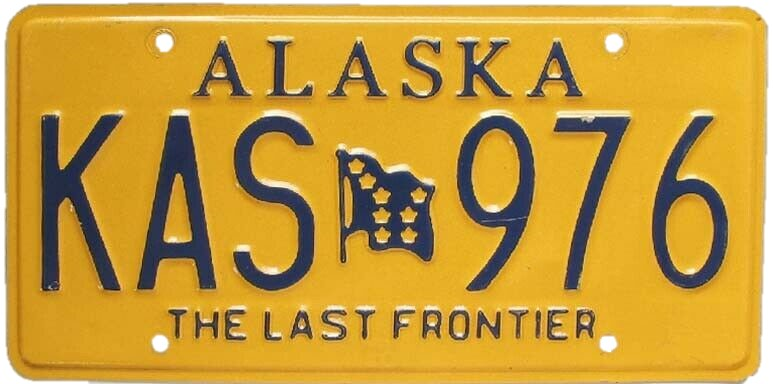
Model actual de matrícula introduït el gener de 2010.

Les plaques de matrícula dels vehicle d'Alaska es componen des del gener del 2010 d'un sistema de combinació alfanumèric format per sis caràcters, tres lletres i tres xifres, separades per la imatge de la bandera de l'estat. Els caràcters són de color blau marí sobre un fons groc, igual que el nom de l'estat "ALASKA" que apareix centrat a la part superior i l'eslògan "The Last Frontier" centrat a la inferior. Actualment només la combinació alfanumèrica és en relleu, la resta està imprès. Des de l'agost de 2022 només és obligatori portar la matrícula posterior.

## Història
La primera llei que obligava els automòbils a obtenir una llicència va entrar en vigor el primer de juliol de 1915. La llei obligava a pagar una quota anual al tresorer territorial, el qual emetia un certificat i que tenia una vigència anual, del primer de gener al 31 de desembre. El 1917 es va modificar la llei del 1915, capítol 74 aprovat el 3 de maig de 1917, especificant més clarament que la taxa era per "automòbils de lloguer", a la qual segurament estava destinada sempre.
El 1921, nova llei aprovat el 5 de maig de 1921, i amb efecte immediat, va continuar amb l'obligatorietat de la llicència anual d'automòbils de lloguer i va ampliar el requisit pels automòbils "per a ús familiar o de plaer", així com per a tots els camions. El tresorer havia de proporcionar a cada titular de la llicència una etiqueta metàl·lica que es col·locaria a cada automòbil o camió. Es va emetre una única placa anual, i fins al 1932 no se'n van emetre dues per a cada automòbil.

### Models de 1921 fins 1952
| Imatge | Data d'expedició | Disseny | Lema       | Combinació utilitzada | Notes |
| ------ | ---------------- | --- | ---------- | --------------------- | --- |
|        | 1921             | Caràcters en negre sobre fons groc. "ALASKA" centrat a dalt, "AUTO LICENCE" a baix i en vertical "1921" repetit a l'esquerra i a la dreta. | Sense lema | 123                   | Placa de mides 4" x 7". |
|        | 1922             | Caràcters en vermell sobre fons blanc. "ALASKA" centrat a dalt i "1922" a la dreta de la combinació.                                       | Sense lema | 123                   | |
|        | 1923             | Caràcters en blanc sobre fons blau marí. "ALASKA" centrat a dalt i "1923" a la dreta de la combinació.                                     | Sense lema | 123                   | |
|        | 1924             | Caràcters en negre sobre fons carabassa. "ALASKA" centrat a dalt i "1924" a la dreta de la combinació.                                     | Sense lema | 123                   | |
|        | 1925             | Caràcters en blanc sobre fons vermell. "ALASKA" centrat a dalt i "1925" a la dreta de la combinació.                                       | Sense lema | 1234                  | Canvi de mides a 4" x 7 1/4". |
|        | 1926             | Caràcters en negre sobre fons verd. "ALASKA" centrat a dalt i "1926" a la dreta de la combinació.                                          | Sense lema | 1234                  | |
|        | 1927             | Caràcters en blanc sobre fons negre. "ALASKA" centrat a dalt i "1927" a la dreta de la combinació.                                         | Sense lema | 1234                  | |
|        | 1928             | Caràcters en vermell sobre fons groc fluix. "ALASKA" centrat a dalt i "1928" a la dreta de la combinació.                                  | Sense lema | 1234                  | |
|        | 1929             | Caràcters en blanc sobre fons vermell. "ALASKA" centrat a dalt i "1929" a la dreta de la combinació.                                       | Sense lema | 1234                  | |
|        | 1930             | Caràcters en blanc sobre fons negre. "ALASKA" centrat a dalt i "1930" a la dreta de la combinació.                                         | Sense lema | 1234                  | |
|        | 1931             | Caràcters en negre sobre fons blanc. "ALASKA" centrat a dalt i "1931" a la dreta de la combinació.                                         | Sense lema | 1234                  | |
|        | 1932             | Caràcters en blanc sobre fons blau marí. "ALASKA – 1932" centrat a baix.                                                                   | Sense lema | 1234                  | La combinació augmenta de mida i passa a tenir més preeminència. Primera emissió de dues plaques (davant i darrera). Canvi de mides a 5 1/2" x 9".                                                         |
|        | 1933             | Caràcters en blanc sobre fons granat. "ALASKA – 1933" centrat a baix.                                                                      | Sense lema | 1234                  | |
|        | 1934             | Caràcters en blanc sobre fons verd. "ALASKA – 1934" centrat a baix.                                                                        | Sense lema | 1234                  | |
|        | 1935             | Caràcters en negre sobre fons carabassa. "ALASKA – 1935" centrat a baix.                                                                   | Sense lema | 1234                  | |
|        | 1936             | Caràcters en blau marí sobre fons blanc. "ALASKA – 1936" centrat a baix.                                                                   | Sense lema | 1234                  | |
|        | 1937             | Caràcters en blanc sobre fons blau marí. "ALASKA – 1937" centrat a baix.                                                                   | Sense lema | 1234                  | |
|        | 1938             | Caràcters en vermell sobre fons blanc. "ALASKA – 1938" centrat a baix.                                                                     | Sense lema | 1234                  | |
|        | 1939             | Caràcters en negre sobre fons platejat. "ALASKA – 1939" centrat a baix.                                                                    | Sense lema | 1234                  | |
|        | 1940             | Caràcters en negre sobre fons carabassa. "ALASKA – 1940" centrat a baix.                                                                   | Sense lema | 1234                  | |
|        | 1941             | Caràcters en blanc sobre fons verd. "ALASKA – 1941" centrat a baix.                                                                        | Sense lema | 1234                  | |
|        | 1942             | Caràcters en negre sobre fons blanc. "ALASKA – 1942" centrat a baix.                                                                       | Sense lema | 1234                  | |
|        | 1943-44          | Caràcters en blanc sobre fons blau. "ALASKA – 1943" centrat a baix.                                                                        | Sense lema | 1234                  | Revalidada pel 1944 amb un adhesiu degut a la preservació del metall per a la Segona Guerra Mundial. |
|        | 1945             | Caràcters en blanc sobre fons verd. "ALASKA – 1945" centrat a baix.                                                                        | Sense lema | 1234                  | Plaques fabricades en un conglomerat de fibres de fusta anomenat fiberboard degut a la preservació del metall per a la Segona Guerra Mundial. Va continuar fins al 1948. Canvi de mides a 5 1/2" x 8 5/8". |
|        | 1946             | Caràcters en blanc sobre fons vermell. "ALASKA – 1946" centrat a dalt.                                                                     | Sense lema | 1234                  | Canvi de mides a 5 1/4" x 8 5/8". |
|        | 1947             | Caràcters en groc sobre fons blau marí. "ALASKA – 1947" centrat a baix.                                                                    | Sense lema | 1234                  | Canvi de mides a 5 1/2" x 8 5/8". |
|        | 1948             | Caràcters en blau sobre fons daurat. "ALASKA – 1948" centrat a baix i la bandera de l'estat a l'esquerra.                                  | Sense lema | 12345                 | Canvi de mides a: 1-4 dígits (5 1/2" x 10 1/4") i 5 dígits (5 1/2" x 12"). |
|        | 1949             | Caràcters en blau marí sobre fons blanc. "ALASKA – 1949" centrat a baix i la bandera de l'estat a l'esquerra.                              | Sense lema | 12345                 | Canvi de mides a 5 1/2" x 12". |
|        | 1950             | Caràcters en negre sobre fons carabassa. "ALASKA – 1950" centrat a baix i la bandera de l'estat a l'esquerra.                              | Sense lema | 12345                 | |
|        | 1951             | Caràcters en blau marí sobre fons daurat. "ALASKA – 1951" centrat a dalt i la bandera de l'estat a l'esquerra.                             | Sense lema | 12345                 | |
|        | 1952             | Caràcters en blau marí sobre fons blanc. "ALASKA – 1952" centrat a dalt i la bandera de l'estat a l'esquerra.                              | Sense lema | 12345                 | Canvi a una tipografia més arrodonida. |

### Models de 1953 fins avui dia
El 1956, el Canadà i els Estats Units d'Amèrica van arribar a un acord amb l'Associació Americana d'Administradors de Vehicles de Motor, l'Associació de Fabricants d'Automòbils i el Consell Nacional de Seguretat en que es concretava una mida única de les plaques de vehicles de passatgers a 150 mm per 300 mm (6 per 12 polzades), amb forats per poder-les muntar espaiats 180 mm (7 polzades), tot i que les dimensions o poden variar lleugerament segons la jurisdicció.
| Imatge | Data d'expedició          | Disseny | Lema                                                                              | Combinació utilitzada | Notes |
| ------ | ------------------------- | --- | --------------------------------------------------------------------------------- | --------------------- | --- |
|        | 1953-55                   | Caràcters en blau sobre fons groc. A dalt, "ALASKA" centrat i "53" a la dreta. La bandera de l'estat a l'esquerra. | Sense lema                                                                        | 12345                 | Revalidada pel 1954 i 1955 amb etiquetes blanques i negres respectivament. Canvi a la font tipogràfica anterior al 1952.                                   |
|        | 1956-57                   | Caràcters en blau marí sobre fons blanc. A dalt, "ALASKA" centrat i "57" a la dreta. La bandera de l'estat a l'esquerra. | Sense lema                                                                        | 12345                 | Revalidada pel 1957 amb etiquetes vermelles. S'introdueix la placa de mides estàndard 6x12 polzades (15x30cm) Canvi a una font tipogràfica més arrodonida. |
|        | 1958-59                   | Caràcters en blau marí sobre fons groc. A dalt, "ALASKA" centrat i "58" a la dreta La bandera de l'estat a l'esquerra. | Sense lema                                                                        | 12345                 | Revalidada pel 1959 amb etiquetes blanques a la placa. |
|        | 1960-61                   | Caràcters en blau marí sobre fons blanc. A dalt, "ALASKA" centrat i "60" a la dreta. La bandera de l'estat a l'esquerra. | Sense lema                                                                        | 12345                 | Revalidada pel 1961 amb etiquetes blaves. |
|        | 1962-65                   | Caràcters en blau marí sobre fons blanc. A baix, "ALASKA" centrat i "62" a la dreta. La bandera de l'estat a l'esquerra. | Sense lema                                                                        | 12345                 | Revalidada pel 1963 amb etiquetes blaves, i pel 1964 i 1965 amb adhesius.                                                                                  |
|        | 1966-67                   | Caràcters en groc sobre fons blau marí. A dalt, "ALASKA" centrat i "66" a la dreta dins un requadre. A l'esquerra un tòtem d'àguila en relleu també. | "NORTH TO THE FUTURE" centrat a baix amb "1867" a l'esquerra i "1967" a la dreta. | 12345                 | Commemoració del centenari de la Compra d'Alaska. Revalidada pel 1967 amb adhesius.                                                                        |
|        | 1968-69                   | Caràcters en blau marí sobre fons blanc. A dalt, "ALASKA" centrat i "68" a la dreta dins un requadre. La bandera de l'estat a l'esquerra. | "THE GREAT LAND" centrat a baix.                                                  | 12345 i B1234         | Revalidada pel 1969 amb adhesius. |
|        | 1970                      | Caràcters en blau marí sobre fons groc. A dalt, "ALASKA–U.S.A." centrat i "70" a la dreta dins un requadre. La bandera de l'estat a l'esquerra. | "THE GREAT LAND" centrat a baix.                                                  | 12345 i A1234         | Totes les plaques van ser vàlides sense adhesius fins a finals de l'any d'emissió, després es van revalidar amb adhesius fins a finals de 1975.            |
|        | 1971                      | Caràcters en blau marí sobre fons groc. A dalt, "ALASKA–U.S.A." centrat i "71" afegit a l'esquerra dins un requadre. La bandera de l'estat a l'esquerra. | "THE GREAT LAND" centrat a baix.                                                  | 12345 i A1234         | Totes les plaques van ser vàlides sense adhesius fins a finals de l'any d'emissió, després es van revalidar amb adhesius fins a finals de 1975.            |
|        | 1972–73                   | Caràcters en blau marí sobre fons blanc. A dalt, "ALASKA–U.S.A." centrat i "72" afegit a l'esquerra dins un requadre. La bandera de l'estat a l'esquerra. | "THE GREAT LAND" centrat a baix.                                                  | 12345 i A1234         | Totes les plaques van ser vàlides sense adhesius fins a finals de l'any d'emissió, després es van revalidar amb adhesius fins a finals de 1975.            |
|        | 1973                      | Caràcters en blau marí sobre fons groc. A dalt, "ALASKA" centrat i "73" a la dreta. La bandera de l'estat al centre. | Sense lema                                                                        | ABC 123               | Prototip, la placa no es va emetre. Veure l'apartat "Controvèrsia de plaques de 1973".                                                                     |
|        | 1974                      | Caràcters en blau marí sobre fons groc. A dalt, "ALASKA" centrat i "74" a la dreta, i la bandera de l'estat a l'esquerra. | "NORTH TO THE FUTURE" centrat a baix.                                             | AB 123                | La lletra Q no s'utilitza en aquesta combinació. |
|        | 1975                      | Caràcters en blau marí sobre fons groc. A dalt, "ALASKA" centrat i "75" a la dreta, i la bandera de l'estat a l'esquerra. | "NORTH TO THE FUTURE" centrat a baix.                                             | AB 123                | La lletra Q no s'utilitza en aquesta combinació. |
|        | 1976-81                   | Caràcters en vermell sobre fons reflectant blanc. "ALASKA" centrat a dalt. Imatge gràfica en marró clar d'un os de Kodiak al centre i un paisatge muntanyós al fons. | Sense lema                                                                        | ABC 123               | Les lletres I, O i Q no s'utilitzen. |
|        | 1981-97                   | Caràcters en blau marí sobre fons reflectant groc. "ALASKA" centrat a dalt i la bandera de l'estat al centre separant la combinació. | "The Last Frontier" centrat a baix.                                               | ABC 123               | Les combinacions DAA a DEZ reservades per a plaques de veterans amb discapacitat.                                                                          |
|        | 1997-octubre 2004         | Caràcters en negre sobre imatge gràfica reflectant formada per un cel blau, un sol ixent i unes muntanyes blanques que s'esvaeixen a groc a la part inferior. Siluetes de buscadors d'or des de la part inferior esquerra fins a la superior central. "ALASKA" centrat a dalt en groc. | "Gold Rush" en groc sota el nom de l'estat i "Centennial" en negre a baix.        | ABC 123               | Premiada el 1998 com a "placa de l'any" a la millor matrícula estàndard nova per l'Associació de Col·leccionistes de Matrícules d'Automòbils (ALPCA).      |
|        | Octubre 2004-juliol 2005  | Com l'anterior, però amb el nom i la bandera de l'estat en relleu. | "THE LAST FRONTIER" centrat a baix.                                               | ABC 123               | |
|        | Juliol 2005-desembre 2007 | Caràcters en blau marí sobre fons reflectant groc. A dalt "ALASKA" centrat i la bandera de l'estat al centre. | "THE LAST FRONTIER" centrat a baix.                                               | ABC 123               | Els estels de la bandera són més grans que al model de placa anterior.                                                                                     |
|        | 2008-gener 2009           | Caràcters en blau marí sobre imatge gràfica reflectant formada per un cel groc, un raig de sol carabassa degradat i unes muntanyes blanques que s'esvaeixen a blau a la part inferior. "ALASKA" centrat a dalt i el logotip d'Alaska 50 (amb la bandera de l'estat) a l'esquerra.      | "CELEBRATING STATEHOOD 1959-2009" en vermell centrat a baix.                      | ABC123                | Commemoració del 50è aniversari d'admissió de l'estat a la Unió.                                                                                           |
|        | 2010-desembre 2022        | Caràcters en blau marí sobre fons reflectant groc. "ALASKA" centrat a dalt i la bandera de l'estat al centre. | "THE LAST FRONTIER" centrat a baix.                                               | ABC 123               | |
|        | 2023-avui dia             | Caràcters en blau marí sobre fons reflectant groc. "ALASKA" centrat a dalt i la bandera de l'estat al centre. | "THE LAST FRONTIER" centrat a baix.                                               | ABC 123               | Només la combinació és en relleu. |

## Controvèrsia amb la placa de 1973
El 1973 s'havia d'introduir un nou disseny de placa, amb la bandera de l'estat al centre i un nou format de combinació, ABC 123. Durant l'any 1972, es van produir nou mil parells d'aquestes plaques, però abans que poguessin ser distribuïdes van ser rebutjades pel governador William A. Egan, que es va oposar a l'ús de punts en lloc d'estels a la bandera de l'estat. En canvi, les plaques es consideraven prototips, amb els seus elements utilitzats en plaques futures: el rectangle pels adhesius de revàlida a la cantonada superior esquerra es va utilitzar a les versions de plaques de 1974 i 1975, El format de combinació ABC 123 es va adoptar finalment el 1976; i les plaques "Last Frontier" emeses des del 1981 porten la bandera de l'estat al centre (amb estels ben marcats).

## Altres tipus

### Personalitzades
Alaska permet l'emissió de plaques personalitzades, prèvia aprovació pel Departament de Vehicles a Motor d'Alaska de la combinació i que compleixin un seguit de requisits com són:
- Que ha de tenir fins a 6 caràcters (xifres i/o lletres),
- Que no es pot utilitzar cap expressió vulgar, discriminatòria o ofensiva,
- Que no pot incloure símbols especials com ara -, #, %, &, i,
- Que ha de ser una combinació única.

### Especials
Actualment la província ofereix diferents tipus de plaques especials.
| Imatge | Data d'expedició         | Tipus                             | Disseny | Lema                                                                                                  | Combinació utilitzada     | Notes |
| ------ | ------------------------ | --------------------------------- | --- | --- | ------------------------- | --- |
|        |                          | Blood Bank of Alaska              | Caràcters en blau marí sobre imatge gràfica reflectant formada per un cel rosa darrera unes muntanyes nevades. "ALASKA" centrat a dalt i el logotip del Banc de Sang d'Alaska a l'esquerra de la combinació. | "Blood Bank of Alaska" i "Helping Alaska patients in need".                                           | ABC 123 o personalitzada  | En aquest cas la combinació està personalitzada. |
|        |                          | Alaska Children’s Trust KID       | Caràcters en negre sobre un fons reflectant blanc. "ALASKA" en blau marí centrat a dalt i el logotip de la fundació entre la combinació. | "Help keep Alaska's Children Safe and Healthy" a dalt i "Support the Alaska Children’s Trust" a baix. | KID 123 o 123 KID         | |
|        |                          | Veterà de guerra amb discapacitat | Caràcters en negre sobre un fons reflectant dividit en tres franges, vermella la superior, blanca i blava la inferior. "ALASKA" en blanc centrat a dalt, el símbol internacional de discapacitt entre la combinació i les bandeeres estatunidenca i d'Alaska centrades a baix entre les paraules en blanc "DISABLED" i "VETERAN". | | DBC 123                   | |
|        |                          | Expresoner de guerra              | Caràcters en vermell sobre un fons groc. "ALASKA" en blau marí centrat a dalt i "EX-PRISONER OF WAR" a baix. | | POW 123                   | |
|        |                          | Collector's car                   | Caràcters en negre sobre un fons blanc. En blau cel "ALASKA" centrat a dalt i "COLLECTOR'S CAR" a baix. Imatge d'un cotxe antic a l'esquerra. | | HA 123                    | |
|        |                          | Iditarod Finisher                 | Caràcters en vermell sobre un fons de tres franges, blau marí, blanc i blau marí. En blanc "ALASKA" centrat a dalt, "IDITAROD FINISHER" a baix i imatge d'un gos de trineu a l'esquerra. | | IDT 123 o personalitzada  | |
|        |                          | National Guard                    | Caràcters en blau marí sobre un fons blanc. En vermell "ALASKA" centrat a dalt, "NATIONAL GUARD" a baix i imatge d'un voluntari entre la combinació. | | VNG 123, VHA 123, VNA 123 | |
|        |                          | Pearl Harbor Survivor             | Caràcters en blau marí sobre un fons groc. "ALASKA" centrat a dalt, "Pearl Harbor Survivor" a baix i les lletres HP en vertical entre la combinació. | | P/H 123                   | |
|        |                          | Prince William Sound College      | Caràcters en groc sobre un fons blau cel. "ALASKA" centrat a dalt, "Prince William Sound Community College" a baix i el segell del college entre la combinació. | | PWS 123                   | |
|        |                          | Purple Heart                      | Caràcters en blau marí sobre una imatge gràfica formada per la bandera estatunidenca. "ALASKA" centrat a dalt, "COMBAT WOUNDED" a baix i una imatge del Cor Porpra a la dreta de la combinació. | | VPH123, VPA123, VPB123    | |
|        | 2008                     | Support Our Troops!               | Caràcters en negre sobre una imatge gràfica. En vermell "ALASKA" centrat a dalt i "Support Our Troops!" a baix. | | 12345                     | |
|        |                          | Universitat d'Alaska Anchorage    | Caràcters en negre sobre un fons groc. En groc "ALASKA" centrat a dalt sobre una franja negre i "UAA UNIVERSITY OF ALASKA ANCHORAGE" a baix. Entre la combinació el símbol de la universitat. | | UAA 123                   | L'estil més nou també està disponible en format personalitzat. |
|        |                          | Universitat d'Alaska Fairbanks    | Caràcters en blau sobre un fons groc. En blanc "ALASKA" centrat a dalt sobre una franja blava i "UAA UNIVERSITY OF ALASKA FAIRBANKS" a baix. Entre la combinació el símbol de la universitat. | | UAF 123                   | L'estil més nou també està disponible en format personalitzat. |
|        |                          | Universitat d'Alaska Southeast    | Caràcters en groc sobre un fons blau cel. "ALASKA" centrat a dalt i "University of Alaska Southeast" a baix. Entre la combinació el segell de la universitat. | | UAS 123                   | |
|        |                          | Veteran - Forces aèries           | Caràcters en blau marí sobre un fons blanc. En vermell "ALASKA" centrat a dalt, "VETERAN" a baix i el símbol de les Forces aèries a l'esquerra. | | VBC123                    | |
|        |                          | Veteran - Exèrcit                 | Caràcters en blau marí sobre un fons blanc. En vermell "ALASKA" centrat a dalt, "VETERAN" a baix i el símbol de l'exèrcit a l'esquerra. | | VBC123                    | |
|        |                          | Veteran - Guàrdia costanera       | Caràcters en blau marí sobre un fons blanc. En vermell "ALASKA" centrat a dalt, "VETERAN" a baix i el símbol de la Guàrdia costanera entre la combinació. | | VCG 123, VCB 123, VCC 123 | |
|        |                          | Veteran - Cos de marines          | Caràcters en blau marí sobre un fons blanc. En vermell "ALASKA" centrat a dalt, "VETERAN" a baix i el símbol del Cos de marines a l'esquerra. | | VBC123                    | |
|        |                          | Veteran - Marina                  | Caràcters en blau marí sobre un fons blanc. En vermell "ALASKA" centrat a dalt, "VETERAN" a baix i el símbol de la Marina a l'esquerra. | | VBC123                    | |
|        | Maig 2015-març 2023      | Grizzly Bear                      | Caràcters en vermell sobre imatge gràfica reflectant formada per un cel blau darrera unes muntanyes nevades i una posta de sol darrera la silueta d'un os Kodiak. "ALASKA" en blau marí centrat a dalt. | Sense lema                                                                                            | ABC 123                   | Basada en la placa de 1976–81 amb disseny de Douglas Allen. Fou premiada com a "Placa de l'any" a la millor matrícula nova del 2015 per l'ALPCA, segona vegada que Alaska ha sigut premiada. |
|        | Juliol 2018-mitjans 2019 | Aurora plate                      | Caràcters en negre sobre imatge gràfica reflectant formada per una aurora polar i una lluna plena sobre munyanyes nevades amb un bosc gris a baix. "ALASKA" en negre centrat a dalt. | "ALASKA ARTISTIC LICENSE" centrat a baix.                                                             | ABC 123                   | El disseny és de l'estudiant Anita Laulainen de la Universitat d'Alaska Anchorage i fou escollida després d'una votació en línia a la tardor del 2017.                                       |
|        | Mitjans 2019-març 2023   | Aurora plate                      | Mateix disseny que l'anterior però amb els colors més clars per evitar problemes de llegibilitat. | "ALASKA ARTISTIC LICENSE" centrat a baix.                                                             | ABC 123                   | |
|        | Març 2023-avui dia       | Aurora plate                      | Mateix disseny que l'anterior però amb els caràcters més quadrats. | "ALASKA ARTISTIC LICENSE" centrat a baix.                                                             | ABC 123                   | S'utilitza la matriu de les plaques de Carolina del Nord. |
|        | 2023-avui dia            | Fireweed in Denali                | Caràcters en negre sobre imatge gràfica reflectant formada per un cel lila, el massís del Denali nevat i en un primer pla un camp de cameneris florits. "ALASKA" centrat a dalt. | "ALASKA ARTISTIC LICENSE" centrat a baix.                                                             | ABC 123                   | El disseny és de l'artista Sabrina Kessakorn. |

### Policia estatal
L'Alaska State Troopers, oficialment Division of Alaska State Troopers (AST), és l'agència de policia estatal de l'estat d'Alaska dels Estats Units. Utilitzen una placa igual que la resta de vehicles de passatgers però es distingeix perquè les lletres de la combinació són les inicials "AST" (ex. 123 AST) i centrat a la part de baix el nom "TROOPERS".

### Radioaficionat
Els vehicles equipats de radioaficionat poden portar una placa amb el mateix disseny que els vehicles de passatgers, però amb una combinació que indica l'indicatiu de trucada concedit per la Comissió Federal de Comunicacions (FCC).

### Amb excempció de pagament
Els propietaris poden po rtar una placa en que s'indica que tenen una excempció al pagament de l'impost ja sigui per causes de caritat o religioses. La placa té el mateix disseny que els vehicles de passatgers, però porta la paraula "EXEMPT" cntrada a baix i la combinació comença per les lletres "XY" o "YY" (ex. XYX 123).

### Vehicle històric
Els vehicles històrics poden utilitzar el mateix disseny de placa que la resta de vehicles de passatgers però amb una combinació formada per dues lletres i tres xifres que comença per la lletra "H" (ex. HA 123) i la paraula "HISTORIC VEHICLE" centrada a baix..

### Vehicles comercials
Els vehicles comercials utilitzen el mateix disseny de placa que la resta de vehicles de passatgers però amb una combinació formada per quatre xifres i dues lletres que comencen per "S" (ex. 1234 SB).

### Discapacitat
Els conductors que tenen una funció física limitada poden utilitzar una placa amb el mateix disseny de placa que la resta de vehicles de passatgers però combinació comença per la lletra "H" (ex. HBC 123) i el símbol internacional de la discapacitat física entre la combinació.

### Vehicle agrícola
Els vehicles agrícoles utilitzen el mateix disseny de placa que els vehicles de passatgers, però amb una combinació de quatre xifres i dues lletres que comencen per la  lletra "F" (ex. 1234 FB) i la paraula "FARM" centrada a baix.